# فيلا دي فاليكاس (محطة مترو أنفاق مدريد)
فيلا دي فاليكاس (بالإسبانية: Villa de Vallecas)‏ هي محطة مترو أنفاق في مدريد في إسبانيا، تقع على الخط رقم 1.